# Baburia
Baburia là một chi bướm đêm thuộc họ Tortricidae.

## Các loài
- Baburia abdita (Diakonoff, 1973)
- Baburia paucustriga (Jirasuttayaporn, 2018) [2]
- Baburia trachymelas (Diakonoff, 1973)